# Give me Liberty, or give me Death!
“Give me Liberty, or give me Death!” (deutsch: „Gebt mir Freiheit oder gebt mir den Tod!“) ist der Schlusssatz einer Rede von Patrick Henry vor der Virginia Convention, der in die amerikanische Geschichte einging. Die Wirkung des Satzes verstärkte Henry, indem er so tat, als wolle er Suizid mit einem Brieföffner verüben.

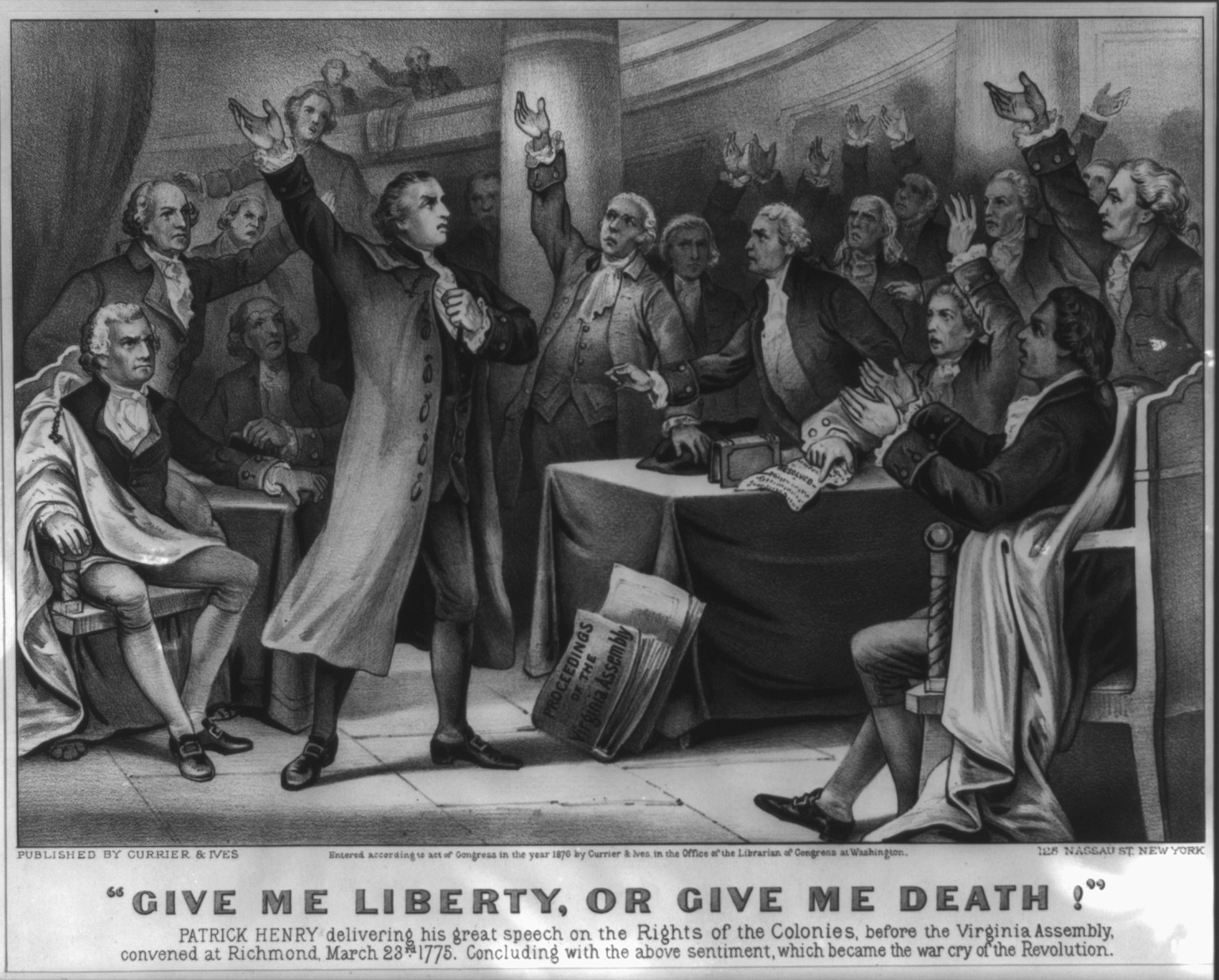
Henry bei seiner berühmten Rede 1775

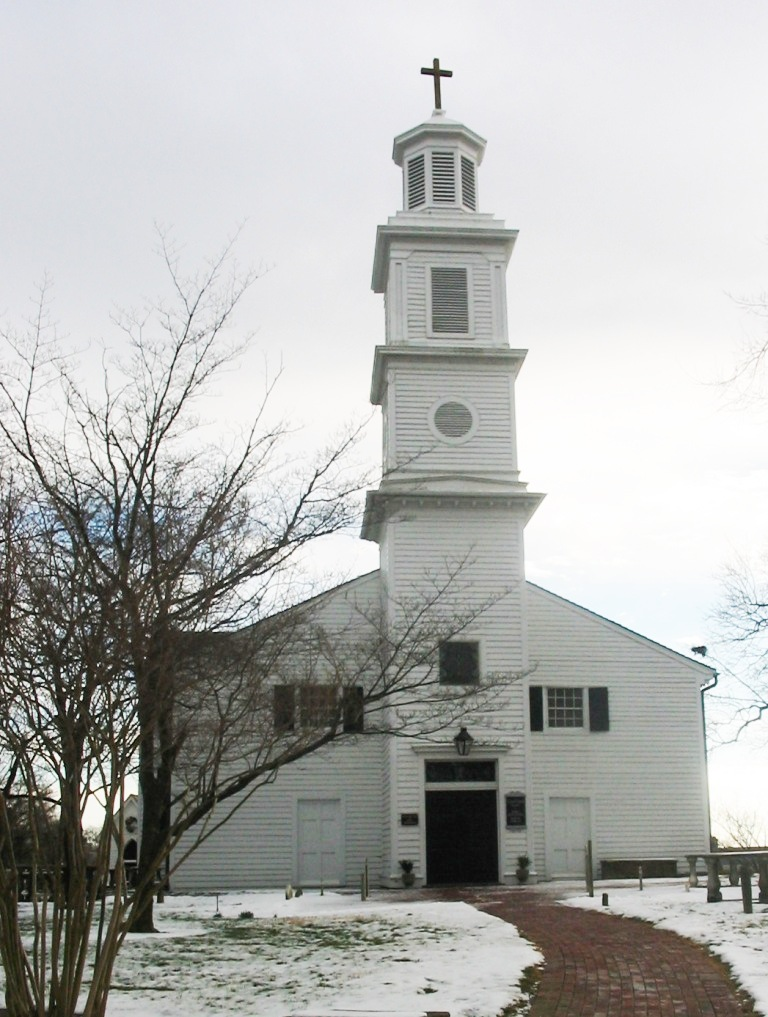
Die St. John’s Episcopal Church, Ort der Convention und der Rede

Henry hielt die Rede am 23. März 1775 in der St. John’s Episcopal Church in Richmond, Virginia. Sie soll der Grund dafür sein, dass die Virginia Convention dafür stimmte, die Truppen Virginias in den Amerikanischen Unabhängigkeitskrieg zu schicken. Es wird angenommen, dass Thomas Jefferson und George Washington in der Zuhörerschaft waren. Zeitgenössischen Berichten zufolge sprang die Menge auf und rief “To Arms! To Arms!” (deutsch: „Zu den Waffen! Zu den Waffen!“), als die berühmten Worte verklungen waren.
Die Rede erschien erstmals 1817 in Life and Character of Patrick Henry von William Wirt. Ihr genauer Wortlaut ist jedoch, bis auf das überlieferte Zitat, historisch nicht belegt. Eine Abwandlung des Mottos, nämlich Live Free or Die, ist das Motto des US-Bundesstaates New Hampshire.